# Ibibio (peuple)
Pour les articles homonymes, voir Ibibio.
Les Ibibios sont une population d'Afrique de l'Ouest, vivant principalement dans le sud-est du Nigeria (État d'Akwa Ibom), mais également au Ghana, au Cameroun et en Guinée équatoriale.

## Ethnonymie
Selon les sources et le contexte, on rencontre plusieurs formes : Agbishera, Ibibio, Ibibios, Ibibyo.

## Langue
Leur langue est l'ibibio, une langue bénoué-congolaise du groupe ibibio-efik.

## Histoire
Les Ibibios ont payé un lourd tribut au commerce triangulaire.

## Culture

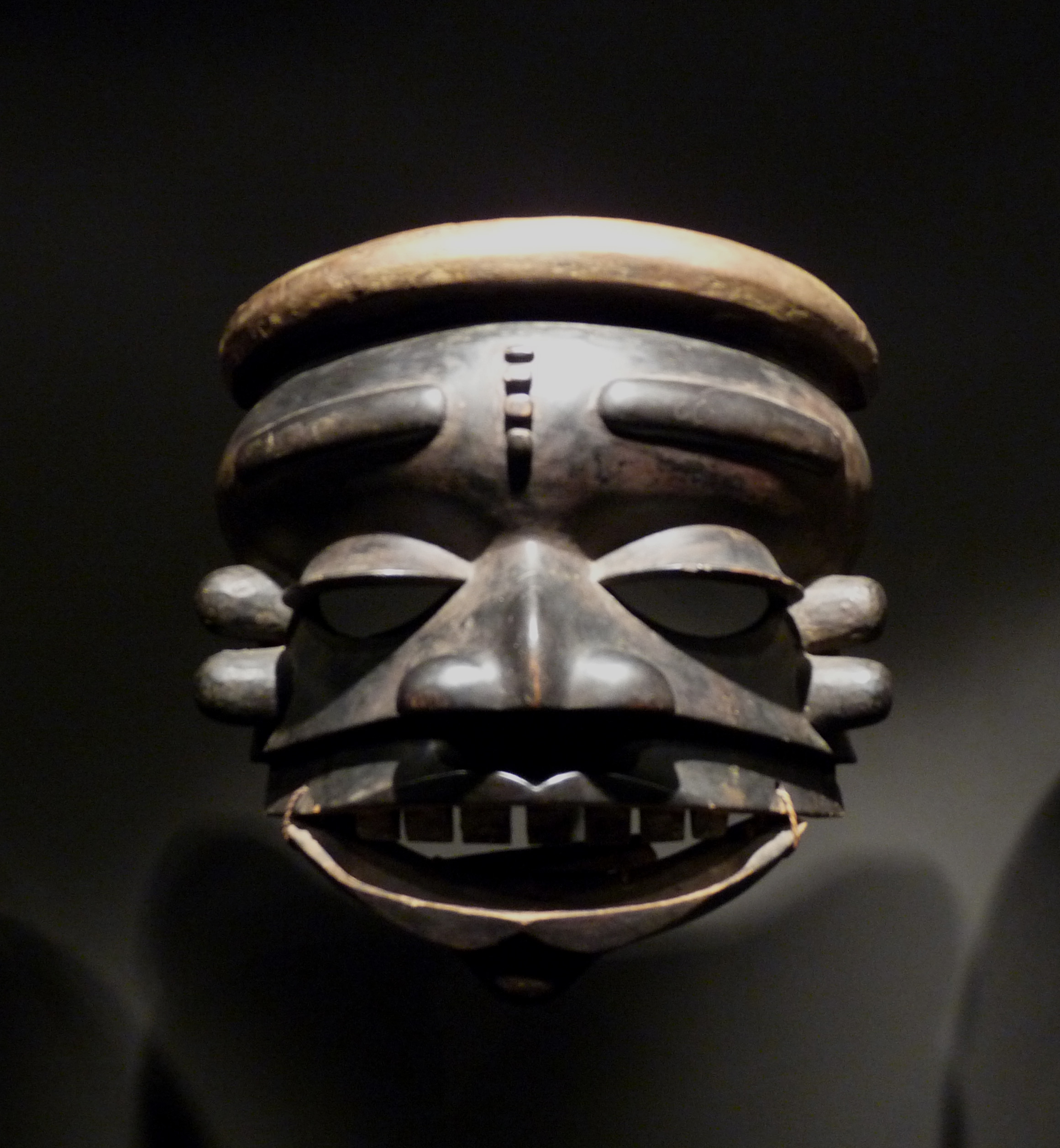
Masque de la société ekpo
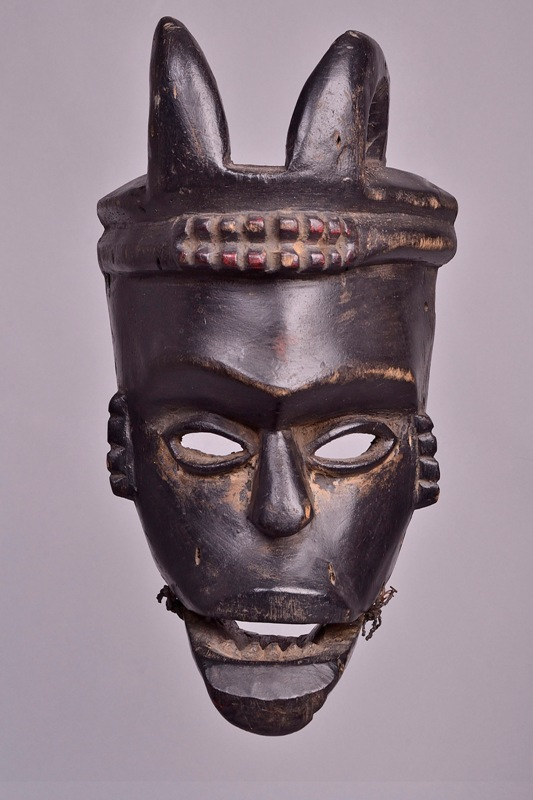
Masque ekpo
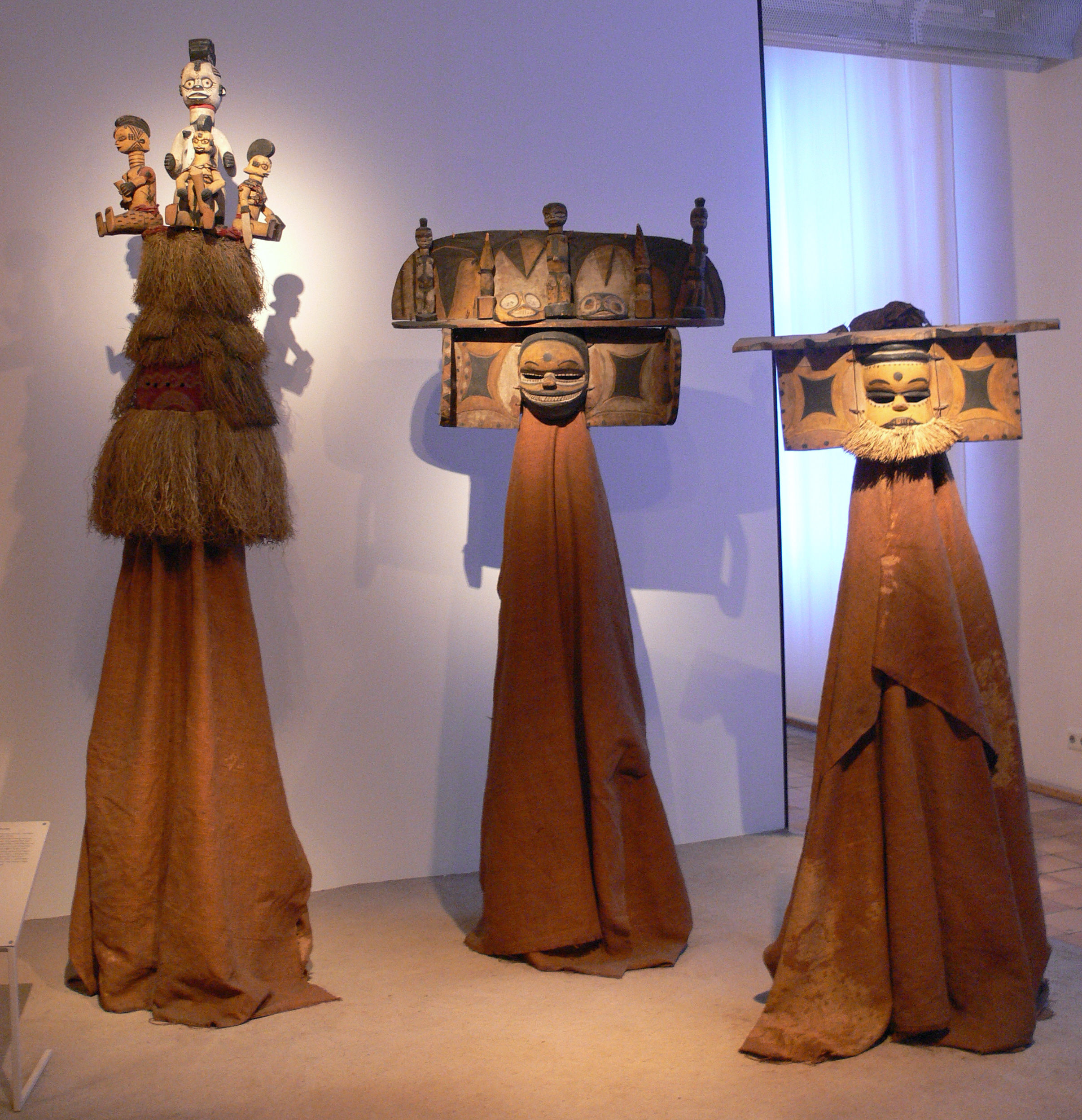
Masques d'ancêtres  ekpo
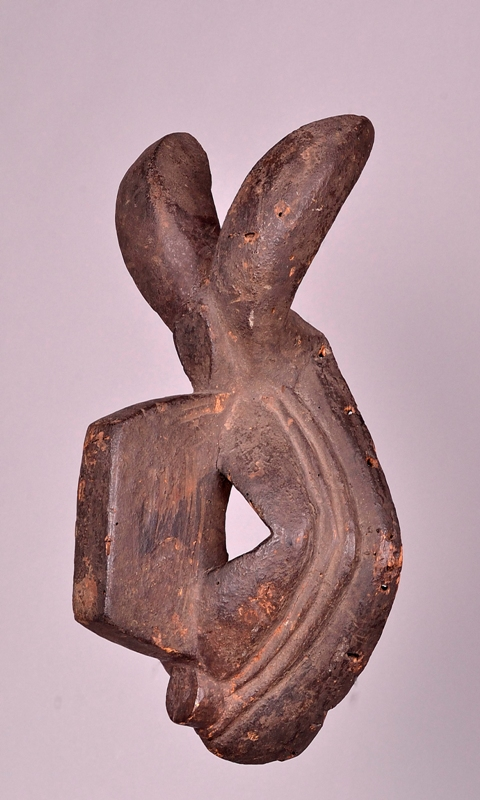
Masque de la société karikpo